# アルトマルク音楽祭

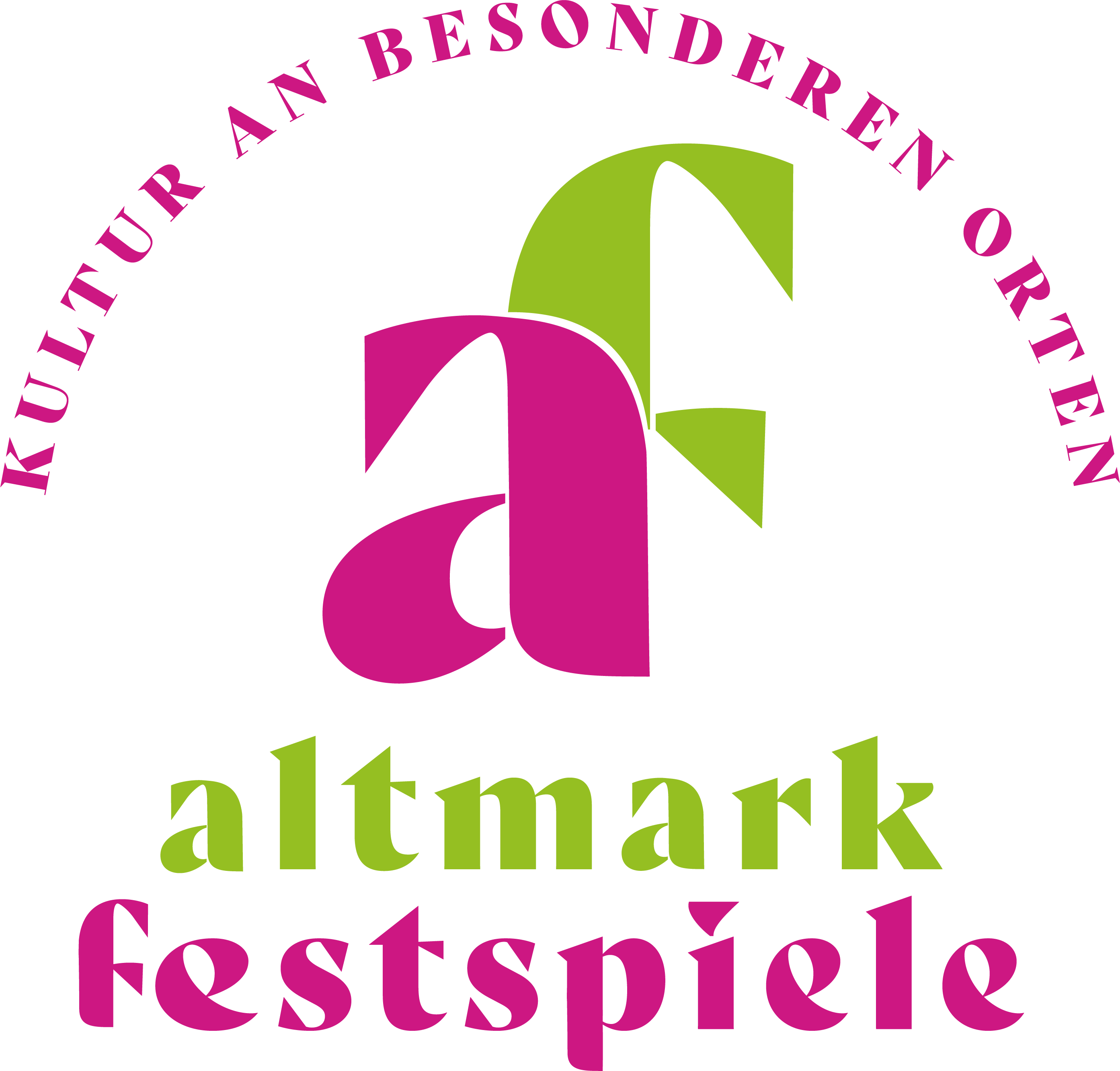

アルトマルク音楽祭（アルトマルクおんがくさい、Altmark Festspiele）は、2014年からザクセン=アンハルト州北部のアルトマルク地域で開催される音楽の祭典。 
「特別な場所の文化」というテーマの下、国内外のアーティストが邸宅、納屋、石造りの教会、城、牛舎、工場のホール、城跡などで演奏会を行う。

## 概要
当音楽祭は、数多くの地域企業、ザクセン=アンハルト州、ハンザ同盟都市ガルデレーゲン、アルトマルククライス ザルツヴェーデルの支援を受けて、アルトマルクの文化として定着している。ズークンフト・アルトマルク財団と、グート ツィヒタウに本拠を置くその創設者ハッソ・フォン・ブリュッヒャーの後援のもと、3年間の成功を収めた当音楽祭は、2017年2月に 運営をgGmbH に移管した。
芸術監督は作曲家で指揮者であるレインハルト・ジーハファーが務め、多くの公演を行っている。
2017年の秋以降、聖ヨハネ騎士団長であるプロイセンのオスカー王子がこのフェスティバルの新しい後援者となった。
2019年には、5周年記念の特別公演シーズンを実施した。
2024年より、秋田県で開催される「秋田・潟上国際音楽祭」と特別提携を結び、積極的な人材交流、アーティスト招聘を行っている。

## 各年のテーマ
| 年次 | テーマ                                     |
| ---- | ------------------------------------------ |
| 2014 | 序曲                                       |
| 2015 | ボヘミアとモラヴィア                       |
| 2016 | 平和とは静穏の中の自由だ                   |
| 2017 | そして大地に強く光り輝く                   |
| 2018 | 美しきアルトマルク                         |
| 2019 | 理性の夢                                   |
| 2020 | より良い世界をⅠ                            |
| 2021 | より良い世界をⅡ                            |
| 2022 | 光への憧れ                                 |
| 2023 | どこへ逃げるべきか？                       |
| 2024 | 成熟「アニバーサリーシーズン」(10周年記念) |

## 主な会場
- アペンブルク、洗礼者聖ヨハネ教会
- アペンブルク、アペンブルク城
- アレントゼー（アルトマルク）

- アーレンゼー（アルトマルク）
- フェストシューネ・ホテル・ドイッチェス・ハウス
- アルネブルク、AMS GmbHホール
- ベルゲ（ガルデレーゲン）
- 村の教会 ベルゲ（ガルデレーゲン）
- ビルクホルツ（タンゲルヒュッテ）、ビルクホルツのマナーハウス
- ディースドルフ、ディースドルフ野外博物館
- ガルデレーゲン、聖マリア教会（ガルデレーゲン）
- ガルデレーゲン、市庁舎
- ガルデレーゲン、ライフルクラブハウス
- ガルデレーゲン、ノイエンドルフ修道院
- ゴールドベック、砂糖工場
- ハヴェルベルク、聖マリア教会（ハヴェルベルク）
- ホーヘングリーベン
- イプセ、村の教会
- カルベ（ミルデ）、ツゲ園、ゴースラー城
- クレッツェ、ロケット藻場
- クレヴェーゼ、クレヴェーゼ邸
- レッツリンゲン、レッツリンゲン城教会
- レッツリンゲン、レッツリンゲン狩猟小屋
- リンドシュテット、リンドシュテット地所
- オービスフェルデ、ニコライ教会（オービスフェルデ）
- ザルツヴェーデル、ハウス・オブ・アート
- ザルツヴェーデル、聖マリア教会（ザルツヴェーデル）
- ザルツヴェーデル、ヨハン・フリードリヒ・ダンネイル博物館
- シェンケンホルスト（ガルデレーゲン）教会
- シェーンハウゼン（エルベ川）、教会
- シュテンダール、町の湖
- シュテンダール、聖マリア教会
- シュテンダール、聖カタリナ教会音楽フォーラム
- タンガミュンデ、聖シュテファン教会（タンガミュンデ）
- タンガミュンデ、クイーン・ルイゼ・ホール
- ヴェレ、ヴェレ・エステート
- ヴィッテンムーア、マナーハウスとストローベイル・アリーナ
- ツィヒタウ、ツィヒタウ農園

## Klangspurenプロジェクト
アルトマルク音楽祭は子供や若者のための文化教育プログラムも実施している。未就学児を対象とした音楽とダンスの「ベビー・コンサート」や「スター・ダンサーズ」プログラムに加え、様々な形態で無料の学校コンサートも開催されている。